# Natalia Demidoff
Natalia Demidoff (nació en Amberes (Bélgica), en 1939) es una escritora española.

## Biografía
Bélgica fue el país al que se trasladaron sus padres desde Rusia, después de la revolución bolchevique. A los diez años, la familia Demidoff de Joltkevitch decidió cambiar su residencia a Barcelona. En esta ciudad Natalia estudió en el Conservatorio; de ahí que su labor literaria siempre haya estado ligada a la música. Aunque la novela histórica es su género preferido, también cultiva la novela policíaca, del Oeste y los relatos cortos humorísticos. Actualmente imparte clases en un instituto y aprovecha sus ratos libres para continuar escribiendo.
Unos de los libros que ha escrito es Jaque a Borgia, una novela de acción, enmarcada en la península italiana de finales del siglo XV, período en el que un mosaico amplio de territorios se mantenía en constantes luchas políticas y económicas. Las maquiavélicas intrigas de César Borgia, respaldadas por la figura de su padre el Papa Alejandro VI, llevarán a nuestro protagonista, el joven y apuesto Enrico d'Ambrosio, a vivir arriesgadas aventuras de las que, afortunadamente, saldrá airoso.